# Szent Tamás-templom (Manhattan)
A Szent Tamás-templom egy episzkopális plébánia az 53. utca és az 5. sugárút kereszteződésénél Manhattan belvárosában, New York Cityben. A templom alapjait 1824. január 9-én tették le. A jelenlegi épület, ami a közösség negyedik temploma, neogótikus stílusban épült Ralph Adams Cram és Bertram Gorsvenor Goodhue építészek által. A templom építése 1914-ben fejeződött be.

## Szentségi élet
Az istentiszteletek stílusa sokat változott az idők folyamán, ám 1972 óta az anglo-katolikus tradíciót követi. Vasárnaponként van kismise, nagymise és énekes vecsernye (Evensong), a főünnepeken pedig ünnepi nagymise (missa solemnis). Külön liturgiák vannak adventre, vízkeresztre, gyertyaszentelőre és a nagyhétre; énekelt litánia adventre és nagyböjtre. Az iskolai időben a templom fiú és férfi kórusa szolgál, egyéb időben pedig csak a férfi kórus. A liturgiák nagy része a tradicionális nyelvezetű liturgiát (Rite I) követi. 2015-től a köznapi istentiszteletek végén Angelust imádkoznak és könyörgéseket mondanak az 5. sugárúti miasszonyunk szobránál. Fülgyónásra minden szombatonként van lehetőség, de maga a templom az év minden napján nyitva áll.